# Cəbrayıl (Stadt)
Cəbrayıl oder Dschäbrajil (armenisch Ջրական Dschrakan, auch Cäbrayil, Jabrayil, Jrakan) ist die Hauptstadt des Bezirks Cəbrayıl in Aserbaidschan. Von 1993 bis 2020 stand sie unter Kontrolle der international nicht anerkannten Republik Arzach, in der sie als Teil der Provinz Hadrut verwaltet wurde. Die Einwohnerzahl beträgt 11.200 (Stand: 2021).
Mit der Verwaltungsreform 1868 wurde die Stadt Hauptort eines Ujesd im Gouvernement Elisavetpol des Russischen Reiches. 1897 hatte der Ort laut dem russischen Zensus 520 Einwohner, darunter 228 Armenier, 186 Aserbaidschaner und 76 Russen. Bis 1989 erreichte die Stadt eine Einwohnerzahl von 6000. Nach der Eskalation des Bergkarabachkonflikts ab 1990 wurde sie 1993 von armenisch-karabachischen Verbänden erobert und bis Oktober 2020 besetzt. Die aserbaidschanische Bevölkerung floh. Von Aserbaidschan wurde Cəbrayıl weiterhin als Stadt betrachtet, während die Republik Bergkarabach den Ort als verlassen angab. 2017 wurde in Jabrayil die Kirche der Heiligen Muttergottes Zoravor eröffnet und von armenischen Soldaten besucht. Der Bau der Kirche wurde vom aserbaidschanischen Außenministerium verurteilt.
Nach Angaben des aserbaidschanischen Präsidenten İlham Əliyev wurde der verlassene Ort am 4. Oktober 2020 von der aserbaidschanischen Armee erobert. Die 2017 erbaute Kirche der Heiligen Muttergottes fiel unversehrt in die Hände der aserbaidschanischen Armee, wurde aber in den folgenden Wochen zerstört. Im März 2021 fand Jonah Fisher, ein Journalist von BBC, keine Spuren der Kirche mehr vor, konnte jedoch durch den Hintergrund (Bäume) im Vergleich zu alten Aufnahmen der Kirche den ehemaligen Standort zweifelsfrei identifizieren.

## Söhne und Töchter
- Jamil Ahmadov, Held der Sowjetunion
- Teymur Guliyev, Politiker[9]
- Suren Shadunts, Politiker
- Ramil Səfərov (* 1977), Soldat und Mörder